# 尕拉马次山墓地
尕拉马次山墓地，位于中国青海省贵德县河东乡哇力村，为青海省市县级文物保护单位，公布日期为1987年8月6日，类型为古墓葬。
尕拉马次山墓地的历史年代为新石器时代。